# Nicklas Attefjord
Sören Nicklas Attefjord, född 28 december 1973 i Älvsåkers församling i Hallands län, är en svensk politiker (miljöpartist). Han var riksdagsledamot (tjänstgörande ersättare) 9 februari–30 november 2021 för Västra Götalands läns västra valkrets och 11 november–14 december 2022 för Göteborgs kommuns valkrets.
Attefjord kandiderade i riksdagsvalen 2018 och 2022 och blev ersättare. Han var tjänstgörande ersättare i riksdagen för Janine Alm Ericson 9 februari–30 november 2021 och för Leila Ali Elmi 11 november–14 december 2022. I riksdagen var Attefjord ledamot i socialutskottet 2021. Han var även suppleant i bland annat civilutskottet, EU-nämnden, justitieutskottet, socialförsäkringsutskottet och utbildningsutskottet.